# Guy Colombet
Pour les articles homonymes, voir Colombet.
Guy Colombet, né à Saint-Amour en 1632  et mort à Saint-Étienne le 23 mai 1708, était un prédicateur français. Prêtre, docteur en théologie, professeur de philosophie à Paris, prédicateur d'Henriette-Marie de France, veuve du roi d'Angleterre Charles Ier. 
Après avoir été quelques années à Lyon il est nommé en 1664 curé-archiprêtre d'une des paroisses les plus étendues de France, Saint-Étienne-en-Forez. 
Découvrant la misère populaire,  il réorganise l'Hôtel-Dieu de Saint-Étienne en 1666 puis fonde l'Hospice de la Providence pour les filles perdues, l'Hospice de la Charité (1682) pour faire travailler les mendiants, les vieillards et les enfants abandonnés.   Il fonde aussi les Dames de Miséricordes qui visitaient les malades à domicile. Précurseur de l'enseignement populaire il  crée des écoles gratuites  pour les enfants du peuple.  
À son décès, il légua sa fortune personnelle à l'Hospice de la Charité. Son action hospitalière était inspirée par la création de la Compagnie du Saint-Sacrement, dont il était membre. 
Inhumé dans la chapelle Notre-Dame-de-la-Montat, puis après sa destruction en 1862, dans la Grand’Église. Une rue de Saint-Étienne porte son nom.